# Ricard

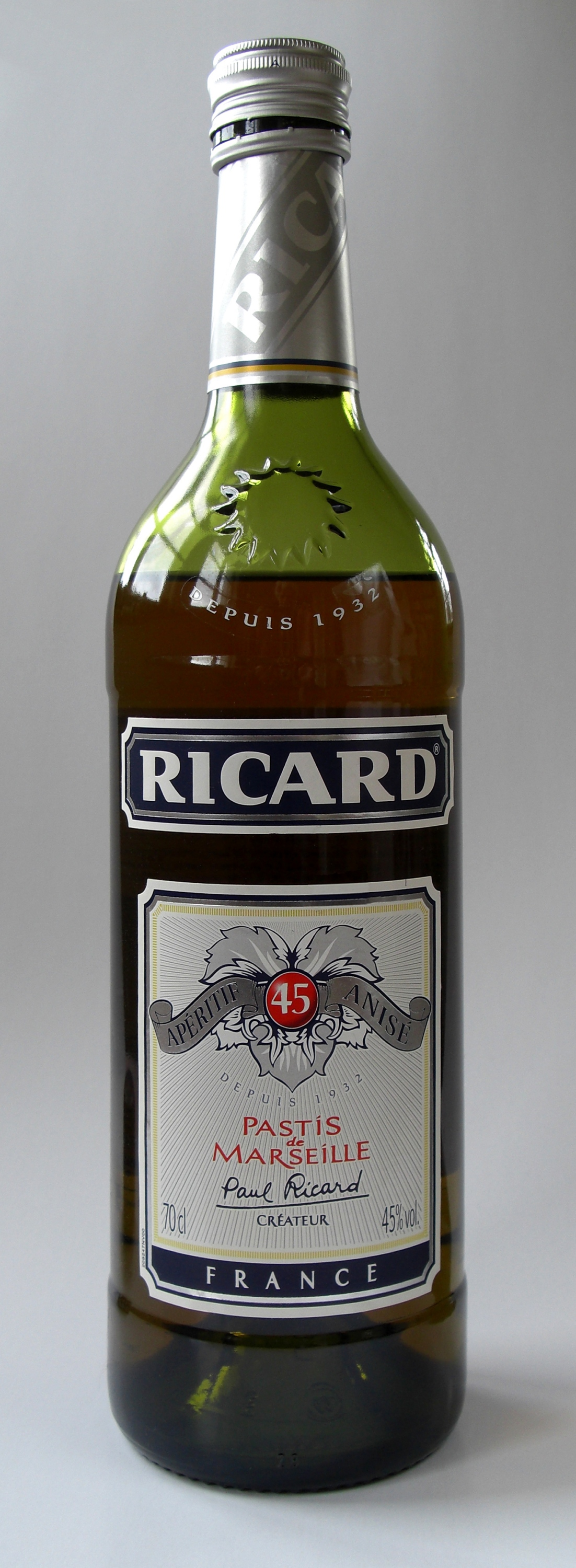
Pastis Ricard

Ricard ist der Markenname eines Pastis aus Frankreich. Dieser 1932 zum ersten Mal in Marseille produzierte Anis-Schnaps ist nach seinem Erfinder Paul Ricard benannt. Ricard hat sich 1975 mit Pernod zur Firmengruppe Pernod Ricard zusammengeschlossen.

## Produkte
| Name                                           | Alkoholgehalt | Anmerkung             |
| ---------------------------------------------- | ------------- | --------------------- |
| Ricard                                         | 45%Vol        |                       |
| Élaboré avec de l'Anis issu de Plantes fraîche | 45%Vol        | aus frischen Kräutern |
| Fruité Bio Amande                              | 45%Vol        | mit Mandel            |
| Fruité Bio Citron                              | 45%Vol        | mit Zitrone           |